# Bassett (Nebraska)
Bassett es una ciudad ubicada en el condado de Rock en el estado estadounidense de Nebraska. En el Censo de 2010 tenía una población de 619 habitantes y una densidad poblacional de 538,28 personas por km².

## Geografía
Bassett se encuentra ubicada en las coordenadas 42°34′57″N 99°32′12″O / 42.58250, -99.53667. Según la Oficina del Censo de los Estados Unidos, Bassett tiene una superficie total de 1.15 km², de la cual 1.15 km² corresponden a tierra firme.

## Demografía
Según el censo de 2010, había 619 personas residiendo en Bassett. La densidad de población era de 538,28 hab./km². De los 619 habitantes, Bassett estaba compuesto por el 98.38% caucásicos, el 1.13% eran amerindios, el 0.32% eran asiáticos y el 0.16% pertenecían a dos o más razas. Del total de la población el 0.16% eran hispanos o latinos de cualquier raza.